# Bòsnia
|  | Per a altres significats, vegeu «Bòsnia (desambiguació)». |

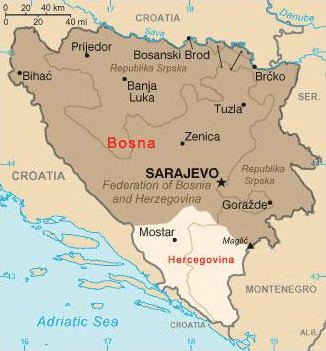
Límits aproximats entre Bòsnia (fosc) i Hercegovina (clar).
Nota: No existeixen límits oficials entre Bòsnia i Hercegovina.

Bòsnia (en bosnià i croat, Bosna; en serbi, Босна) és la regió del nord de l'actual estat de Bòsnia i Hercegovina, si bé no té fronteres oficials que la separin de la regió d'Hercegovina, al sud del país. Situada als Alps Dinàrics, fa frontera al sud-est de la depressió de Pannònia i, pel nord i est, amb els rius Sava i Drina. L'àrea de Bòsnia comprèn aproximadament 41.000km², un 80% de la superfície actual de l'estat, i el seu nom s'utilitza de manera informar per a denominar tot el país.
Les dues regions han format una entitat geopolítica des de l'època medieval, i el nom de Bòsnia sovint apareix fent referència a les dues regions. L'ús oficial del nom, incloent-hi les dues formes, només es va començar a utilitzar en l'últim període de l'Imperi Otomà.

## Geografia
Bòsnia es troba principalment als Alps Dinàrics, que marquen la frontera sud de la depressió de Pannònia, i els rius Sava i Drina marquen les fronteres del nord i l'est. Al sud-oest limita amb la regió històrica de Dalmàcia.
L'àrea de Bòsnia comprèn aproximadament el 80% del territori de l'estat actual de Bòsnia i Hercegovina. Tot i això, no hi ha fronteres reals entre les dues regions i extraoficialment Hercegovina es localitza al sud de la muntanya Ivan (Ivan planina).

## Història
Habitades des del segle vii per un conglomerat heterogeni de tribus, les diferents àrees de l'actual Bòsnia van formar part dels diferents estats croats, serbis i bosnians. Sobre l'administració de l'imperi descriu un petit župa de Bosona que se situava al voltant del riu Bosna, en terres de les modernes Sarajevo i Visoko. Es creu que l'àrea va ser prèviament habitada per la tribu il·líria.
El seu primer governant conegut va ser Esteve de Bòsnia, al voltant del 1080. Amb ell, la regió es va allargar fins al curs superior del riu Bosna, el Vrbas i el Neretva. El primer estat bosnià es va crear arran de la prohibició Kulin (segle xii). Aquesta llei es va respectar amb més fermesa durant el regnat del monarca Tvrtko I, a la segona meitat del segle xiv. Sota el seu regnat, el Regne de Bòsnia incloïa la major part del territori de l'actual Bòsnia, i la major part del que més endavant seria conegut com a Hercegovina.
El regne va perdre la seva independència amb l'annexió a l'Imperi Otomà el 1463. En aquell moment, la ciutat més occidental de Bòsnia era Jaice. L'Imperi Otomà es va expandir inicialment a Bòsnia i Hercegovina a través d'un territori anomenat Bosansko Krajište, que després del 1462/1463 es va transformar en el Sanjak de Bòsnia i el Sanjak d'Hercegovina. Quan es va formar l'Eyalat de Bòsnia al 1520 abastava les dues regions, així com d'altres d'adjacents al nord i a l'oest. Finalment, després de la Gran Guerra Turca, al segle xviii, l'Eyalat va arribar a abastar gran part de l'àrea equivalent a l'actual Bòsnia i Hercegovina.
Al 1833 es va escindir l'Eyalat d'Hercegovina, temporalment sota el govern d'Alí Paixà Rizvanbegović. Després de la reforma administrativa de 1864, la província es va denominar Wilaya de Bòsnia, que a la vegada es va convertir en la Província Imperial de Bòsnia i Hercegovina després de la seva ocupació per part de l'Imperi austrohongarès el 1878. Des de llavors les dues regions han anat formant part de la mateixa entitat política.

## Subregions
- Bosanska Krajina, oest.
- Birac, est.
- Posavina, nord.
- Semberija, nord-est.